# 佐伯琢磨
佐伯 琢磨（さえき たくま、1970年 - ）は、日本の防災工学研究者。神戸学院大学現代社会学部社会防災学科教授、博士（工学）、一級建築士。専門は、災害リスク評価。日本建築学会、地域安全学会（学術委員）、日本地震工学会に所属。

## 来歴

### 学歴・取得学位
- 1989年　神奈川県立港北高等学校　卒業
- 1993年　東京理科大学工学部第一部建築学科　卒業
- 1995年　東京工業大学大学院総合理工学研究科社会開発工学専攻修士課程　修了
- 2001年　東京工業大学大学院総合理工学研究科人間環境システム専攻博士課程　修了
- 博士（工学）　[2001年9月（東京工業大学）]

### 主な職歴
- 1995-2003　損害保険料率算出機構
- 2004-2008　応用アール・エム・エス株式会社
- 2008-2011　株式会社インターリスク総研
- 2011-2013　阪神・淡路大震災記念　人と防災未来センター
- 2013-2014　株式会社三菱総合研究所
- 2014-2017　国立研究開発法人　防災科学技術研究所
- 2017-2019　京都大学防災研究所　特任准教授
- 2019-　　　神戸学院大学現代社会学部　教授